# 花嫁研习社
《花嫁研习社》是未影創作的日本漫畫。2010年至2014年連載於芳文社雜誌《Manga Time Kirara MAX》。故事主要描述女高中生一之藏類雪為了加強料理技巧而加入「花嫁研習社」。2011年推出廣播劇CD。

## 登場人物
一之藏類雪（聲：金元壽子）
女高中生。為了強化料理技巧而加入花嫁研習社。
上喜知花（聲：嶋村侑）
類雪的兒時朋友。
濱千鳥玲子（聲：巽悠衣子）
花嫁研習社社員。
南美櫻（聲：川澄綾子）
花嫁研習社社長。
泉川仁美（聲：生天目仁美）
花嫁研習社顧問。
宇堂鈴真（聲：渡辺明乃）
空手道社社長。櫻的兒時朋友。
一之藏櫻太（聲：金田晶）
類雪的弟弟。

## 出版書籍
| 冊數 | 芳文社         | 芳文社                 | 東立出版社 | 東立出版社             |
| 冊數 | 發售日期       | ISBN                   | 發售日期   | ISBN                   |
| ---- | -------------- | ---------------------- | ---------- | ---------------------- |
| 1    | 2011年8月27日  | ISBN 978-4-8322-4059-9 | 2013年11月 | ISBN 978-986-332-476-8 |
| 2    | 2012年11月27日 | ISBN 978-4-8322-4225-8 | 2013年11月 | ISBN 978-986-332-477-5 |
| 3    | 2014年4月26日  | ISBN 978-4-8322-4430-6 |            |                        |

## 廣播劇CD
2011年8月31日發售廣播劇CD。

## 外部連結
- ホイップノート （页面存档备份，存于）（日語）